# Guillaume Navoigille
Guillaume Joseph Chevalier, conegut amb el nom de Guillaume Navoigille (Givet, Ardenes, 1745 - París, 1811) fou un músic francès.
Estudià a parís, i va estar al servei del duc Orleans. Aconseguí reputació com a director d'orquestra, i el 1805 ingressà en la capella del rei d'Holanda, retornant a París wn incorporar-se aquesta nació a França.
Va escriure la música de les obres teatrals:
- L'orage ou Quel guignon!;
- Les honneurs funèbres o Le tombeau des sans-culottes;
- L'empire de la folie ou La Mort et l'apothéose de Don Quichotte, i diverses obres per a instruments de corda.